# شهرك غلمرز
شهرك غلمرز هي قرية في مقاطعة أرومية، إيران. يقدر عدد سكانها بـ 430 نسمة بحسب إحصاء 2016.